# Temnaspis discolineata
Temnaspis discolineata is een keversoort uit de familie halstandhaantjes (Megalopodidae). De wetenschappelijke naam van de soort werd in 1938 gepubliceerd door Maurice Pic.